# Aristoteles Latinus
L'Aristoteles Latinus  è un progetto per l'edizione critica di tutte le traduzioni medievali delle opere di Aristotele dal greco al latino. È un sottoprogetto del Corpus philosophorum medii aevi ed è gestito e supportato dall'Union Académique Internationale.
Dal 1931 al 1938 il progetto fu diretto dallo studioso belga Augustin Mansion. Lorenzo Minio Paluello assunse la direzione dal 1947 al 1972 quando lo sostituì Gerard Verbeke. Jozef Brams fu direttore dal 2001 e Carlos Steel dal 2003 . Al 2023, sono stati pubblicati 27 volumi.
Un sottoprogetto è l'Aristoteles Semitico-Latinus, che fu scorporato nel 1971 da Hendrik Joan Drossaart Lulofs in collaborazione con Lorenzo Minio-Paluello.